# Lijst van Eerste Kamerleden voor de ChristenUnie
Een overzicht van alle (voormalige) Eerste Kamerleden voor de ChristenUnie.
| Eerste Kamerlid          | Begindatum        | Einddatum        |
| ------------------------ | ----------------- | ---------------- |
| Mirjam Bikker            | 9 juni 2015       | 30 maart 2021    |
| Remmelt de Boer          | 12 juni 2007      | 7 juni 2011      |
| Cees van Bruchem         | 27 maart 2001     | 9 juni 2003      |
| Peter Ester              | 7 juni 2011       | 11 december 2022 |
| Bert Groen               | 28 mei 2002       | 9 juni 2003      |
| Eric Holterhues          | 13 juni 2023      |                  |
| Tineke Huizinga          | 11 juni 2019      |                  |
| Simone Kennedy           | 17 januari 2023   | 12 juni 2023     |
| Roel Kuiper              | 12 juni 2007      | 10 juni 2019     |
| Flora Lagerwerf-Vergunst | 12 juni 2007      | 7 juni 2011      |
| Eimert van Middelkoop    | 10 juni 2003      | 21 februari 2007 |
| Egbert Schuurman         | 27 maart 2001     | 7 juni 2011      |
| Herman Sietsma           | 13 september 2016 | 20 december 2016 |
| Hendrik-Jan Talsma       | 6 april 2021      |                  |
| Kars Veling              | 27 maart 2001     | 14 mei 2002      |
| Maarten Verkerk          | 11 juni 2019      | 12 juni 2023     |
| Jurn de Vries            | 27 maart 2001     | 9 juni 2003      |
| Jurn de Vries            | 27 februari 2007  | 12 juni 2007     |